# Batalha Naval de Montevidéu
A Batalha Naval de Montevidéu está ligada ao Cerco de Montevidéu pelas forças brasileiras com o intuito de capturar o último reduto de resistência portuguesa à independência do Brasil,na região da Cisplatina (atual Uruguai).

## História
Quando o Brasil se tornou independente, as forças portuguesas reagiram para sufocar o movimento, levando o governo brasileiro a criar a Marinha e o Exército para expulsar as tropas portuguesas do Brasil. Em 20 de janeiro de 1823, 3 000 brasileiros, comandados pelo General português que aderiu ao movimento brasileiro Carlos Frederico Lecor, e 6 navios comandados pelo Capitão-de-Mar-e-Guerra Pedro Antônio Nunes cercam e bloqueiam Montevidéu. As forças portuguesas, comandadas por Álvaro da Costa de Sousa de Macedo, eram inicialmente de 4 000 soldados e 3 navios.

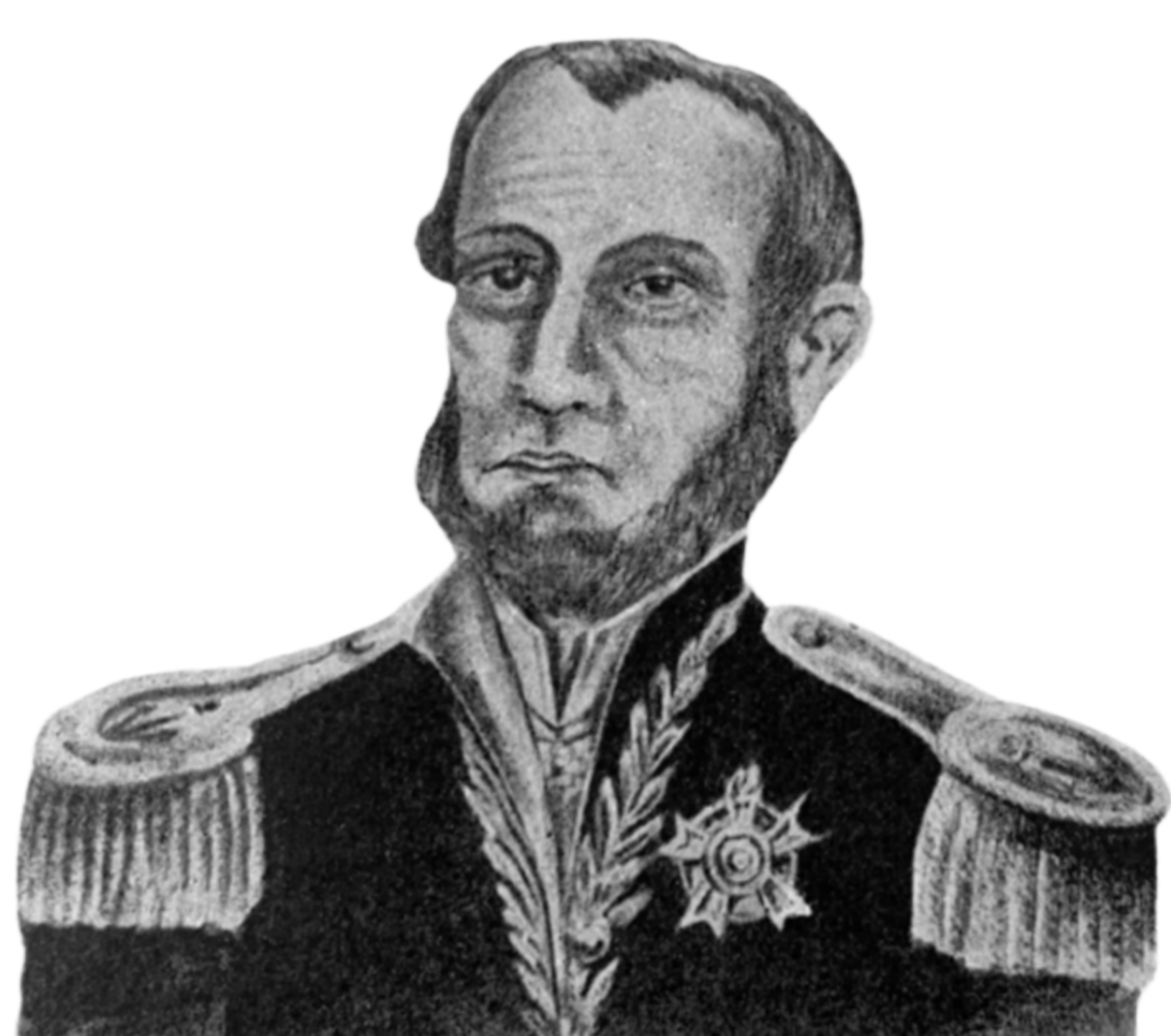
Capitão de Mar e Guerra Pedro Antonio Nunes, comandante da Esquadra Brasileira no Rio da Prata durante a guerra de independência.

## O Combate naval
Em 30 de janeiro de 1823, uma escuna brasileira Maria Teresa de 14 canhões navegava de Maldonado à Colônia do Sacramento comandada pelo Comandante Francisco de Assis Cabral e Teive, quando o Tenente Procópio Lourenço de Andrade e alguns tripulantes se amotinaram prendendo os brasileiros e navegando para Montevidéu, onde a escuna iria integrar a esquadra portuguesa.
Em 21 de outubro de 1823, Álvaro de Macedo decidiu tentar furar o bloqueio brasileiro. Preparou seus 4 navios e, ao amanhecer, foi de encontro à esquadra brasileira. As duas frotas se posicionaram na tradicional linha de batalha, mas após os primeiros disparos a linha se quebrou e cada navio se preocupou em afundar o navio inimigo mais próximo. O brigue Real Pedro de 14 canhões lançou-se contra a nau-capitânea portuguesa a corveta Conde dos Arcos de 26 canhões, que logo recebeu ajuda da corveta Restauradora de 14 canhões e do brigue Liguri de 16 canhões. Enquanto isso a nau-capitânea brasileira Liberal de 24 canhões perdeu o terceiro mastro durante o combate, e a escuna brasileira Seis de Fevereiro com apenas 1 canhão ficou inutilizada, pois o paiol de pólvora foi inundado. Apesar desses contratempos, os navios brasileiros combateram até às 16h, quando os portugueses, com muitas baixas e com a superioridade naval brasileira, decidiram retornar para Montevidéu, acabando com as chances de receber qualquer ajuda externa.
Em 8 de março de 1824, Montevidéu se rendeu.

## Navios envolvidos

### Brasil
- Corveta Liberal 24 (nau-capitânea)
- Brigue Cacique 18
- Brigue Guarani 16
- Brigue Real Pedro 14
- Escuna Leopoldina 12
- Escuna Seis de Fevereiro 1

### Portugal
- Corveta Conde dos Arcos 26 (nau-capitânea)
- Corveta Restauradora 14
- Brigue Liguri 16
- Escuna Maria Teresa 14